# Tolania terencia
Tolania terencia är en insektsart som beskrevs av Albertson. Tolania terencia ingår i släktet Tolania och familjen hornstritar.
Artens utbredningsområde är Venezuela. Inga underarter finns listade i Catalogue of Life.